# René Richter (Kameramann)
René Richter (* 28. Oktober 1969 in Berlin) ist ein deutscher Kameramann.

## Leben
Nach dem Abitur absolvierte er ein Kamera/Regie-Studium an der Filmakademie Baden-Württemberg in Ludwigsburg. 1996 schloss er das Studium mit Diplom ab. Als Kameramann war er fortan an diversen Musikvideos und Werbungen beteiligt und ab 2006 auch an Kino- und Fernsehfilmen. Seit 2018 ist er für Regisseur Til Schweiger tätig. Er filmte das US-Remake Head Full of Honey, Die Hochzeit und Manta Manta – Zwoter Teil.
René Richter ist Mitglied der Deutschen Filmakademie und der European Film Academy.

## Filmografie (Auswahl)
- 2006: Fallen Angels – Jeder braucht einen Engel … (Punk Love)
- 2008: Giantes de Valdés
- 2010: 180° – Wenn deine Welt plötzlich Kopf steht
- 2010: Polizeiruf 110: Risiko
- 2014: Mordkommission Istanbul (Fernsehreihe, 2 Folgen)
- 2015: Ein starkes Team: Stirb einsam!
- 2016: The White King
- 2017: Ein starkes Team: Gestorben wird immer
- 2018: Zone Rouge
- 2018: Head Full of Honey
- 2020: Die Hochzeit
- 2021: Die Rettung der uns bekannten Welt
- 2022: Lieber Kurt
- 2023: Manta Manta – Zwoter Teil
- 2024: Dr. Nice